# Gabriella Olla Repetto
Gabriella Olla Repetto (Roma, 24 marzo 1933 – Cagliari, 6 settembre 2020) è stata un'archivista italiana, ispettrice generale del Ministero per i beni culturali.

## Biografia
Trasferitasi in Sardegna con la famiglia dopo la guerra, si laurea con il massimo dei voti in Giurisprudenza presso l’Università di Cagliari nel 1954, con una tesi in diritto penale. Nel 1956, a soli 23 anni, vince un concorso alla carriera direttiva degli Archivi di Stato e viene assegnata all’Archivio di Stato di Cagliari. Si specializza quindi in Archivistica, Paleografia e Diplomatica.
Nel 1959, subito dopo il matrimonio con Giovanni Olla, magistrato allora in servizio a Roma, si trasferisce nella Capitale presso la Soprintendenza archivistica del Lazio. Rientrata a Cagliari, assume dal 1ºgiugno 1961 la reggenza dell’Archivio di Stato di Cagliari e nel 1963 quella della Sovrintendenza archivistica per la Sardegna; divenuta nel 1972 primo dirigente e nel 1976 dirigente superiore, viene chiamata a dirigere - prima donna - l’Archivio di Stato di Cagliari. Ricopre questo posto direttivo quando gli Archivi passano dal Ministero dell’Interno al Ministero per i Beni culturali: transizione che attesta – come ella stessa ribadirà - il valore culturale del documento archivistico.
Socia dell’Istituto di Storia del Risorgimento e dell’Istituto per la Storia della Resistenza, dal 1974 è socia della Deputazione di Storia Patria della Sardegna, dal 1981 membro del direttivo. Nel 1991 si trasferisce a Roma presso l’Ufficio centrale per i beni archivistici del Ministero dei Beni Culturali come ispettore generale. E un anno dopo viene distaccata al Gabinetto del Ministro (all’epoca Alberto Ronchey) come Capo del Settore delle relazioni internazionali, incaricata di trattare con Stati esteri nelle materie relative ad archivi, arte, archeologia e biblioteche.
Va in pensione nel 1997.

## Attività professionale
È stata archivista, storica, curatrice di mostre di rilievo mondiale ed autrice dei relativi cataloghi. Prima donna a dirigere l’Archivio di Stato di Cagliari, aprendolo alle istanze della città e al vasto pubblico non specialistico. Dà nuovo impulso alla Scuola di Archivistica, Paleografia e Diplomatica, nella quale insegna per decenni Archivistica e Istituzioni medievali sarde, formando generazioni di archivisti. Nel contempo promuove convegni, mostre, congressi storici, curando frequentemente la redazione dei relativi cataloghi e pubblicazioni.

## Attività archivistica
L’attività archivistica occupa un posto centrale nel suo percorso professionale, e dà luogo a numerose pubblicazioni, tra cui quella sulla ‘consultabilità’ dei documenti amministrativi dello Stato, che ancora oggi si dibatte tra interesse collettivo e privacy. Molti i suoi lavori archivistici (inventari, indici, regesti, guide di fonti) e gli studi sul metodo della ricerca archivistica. Complessivamente è stata autrice di oltre cento scritti. L’ingresso in Archivio la pone a stretto contatto con la storia della Sardegna, dal periodo giudicale a quello piemontese, e le consente di sviluppare la sua principale vocazione: lo studio delle istituzioni amministrative e giudiziarie, condotto attraverso la ricerca, l’inventariazione e l’analisi delle fonti. Il suo primo lavoro si focalizza sulla tortura come mezzo di ricerca della prova. In seguito concentra i propri studi sul periodo della dominazione aragonese dell’Isola e sugli ordinamenti sardo-aragonesi e le magistrature che li compongono. I più significativi di questi studi sono stati ripubblicati, con gli opportuni aggiornamenti bibliografici curati dalla stessa Repetto, nel volume Studi sulle istituzioni amministrative e giudiziarie della Sardegna nei secoli XIV e XV, edito nel 2005 dalla Deputazione di Storia Patria della Sardegna e a lei dedicato.
Un altro filone delle sue indagini riguarda lo studio della società sarda nei secoli XIV-XV, i cui temi principali sono i “diversi” rispetto al maschio bianco adulto e abbiente che ne veniva considerato il pilastro. Antesignana degli studi sulla parità di genere e sulle discriminazioni, scrive della condizione delle donne, degli ebrei, degli schiavi, degli apprendisti artigiani e perfino di alimentazione come terreno e segno di disuguaglianze nel periodo storico considerato. In particolare, ricostruisce la vita degli insediamenti ebraici nell’Isola nei secoli XIV-XV..
Lo studio della società sarda attraverso la ricerca archivistica si estende fino all’età contemporanea: negli anni ’60 collabora con le cattedre di Medicina Legale e di Statistica dell’Università di Cagliari per la Commissione parlamentare d’inchiesta sulla criminalità in Sardegna, occupandosi della ricerca dei dati storici necessari alla relazione “Sulla genesi e le caratteristiche della criminalità in Sardegna” e al suo intervento, nel 1968, al III Congresso della Società Italiana di criminologia.
Per le sue indagini storiche viene chiamata dal Consiglio Regionale sardo a far parte del Comitato scientifico che sovrintende alla pubblicazione della Collana Acta Curiarum Regni Sardiniae, avente ad oggetto l’edizione critica degli Atti dei Parlamenti Sardi (sec. XIV - XIX). Nello stesso periodo si manifesta il suo interesse per l’attività espositiva: compare come co-organizzatrice in mostre interdisciplinari di cui cura in esclusiva il settore archivistico.
I suoi interessi, tuttavia, non sono circoscritti a Cagliari e alla Sardegna, al contrario si estendono in campo nazionale e internazionale. Ispettore generale del Ministero per i Beni culturali, partecipa all’attività centrale dell’Amministrazione, svolgendo numerosi alti incarichi, che le valgono attestazioni di plauso del Ministero e degli enti organizzatori.
In tale veste è chiamata a rappresentare l’Italia come delegata ufficiale del Ministero per i Beni Culturali nei congressi archivistici internazionali di Mosca (1972), Bonn (1984), Tel Aviv (1986), Montrèal (1992).
Nel 1977 le viene affidato il compito di organizzare la XVIIeme Conference Internationale de la Table Ronde Des Archives, in seno al Conseil Internationale des Archives, organismo ONU. La Conference si è tenuta a Cagliari nei giorni 5-8 ottobre 1977 e la relazione di base Constitution e reconstitution des patrimoines archivistiques nationaux, da lei preparata e presentata come relazione ufficiale italiana è stata recepita dalla risoluzione finale di quel consesso. In tale atto conclusivo, infatti, la XVII Conference adotta il principio proposto dalla Repetto du respecte de l’integritè des fondes nei territori passati sotto altra sovranità, considerato sino ad allora inapplicabile perché sfavorevole ai vincitori.

## Attività espositiva
In virtù della sua competenza archivistico-storiografica e della sua esperienza in ambito internazionale ed organizzativo, nel 1985 è nominata corrispondente per l’Italia del Committee on professional training and education del Council on Archives e rappresentante dell’Italia nel Comitato Internazionale dell’UNESCO per il V Centenario della scoperta dell’America. La stagione delle grandi mostre aperta dal Ministero negli anni Novanta la vede impegnata in una intensa attività espositiva di respiro nazionale e internazionale.
- 1991, Barcellona. Mostra sulle pubblicazioni degli Archivi di Stato, in cui adotta una formula innovativa con una esposizione mista italo-spagnola, che trova il favore sia del re Juan Carlos che del Presidente Cossiga: a testimonianza di ciò riceve la medaglia degli Archivi di Stato ed uno speciale elogio.

- 1992, Madrid. Mostra mondiale Ciencia e Tecnica entre Viejo e Nuevo Mundo (siglos XIV – XVIII)

- 1992, Genova. Mostre colombiane intitolate La preghiera del marinaio e Due mondi a confronto.

- 1993-1994 New York. Mostra Sardinia: Sacred Art of the Fifteenth and Sixteenth Century, tenutasi presso la IBM Gallery tra il dicembre 1993 e il febbraio 1994. Fa parte del comitato scientifico. La mostra riscuote un enorme successo di pubblico e di critica tanto da dover essere prorogata.

- 1996 Roma. In veste di consigliere ministeriale nell’Ufficio Centrale per i beni archivistici, crea la mostra Gentium memoria archiva - I tesori degli Archivi, a Castel Sant'Angelo, che evidenzia, attraverso l’esposizione di materiali provenienti da tutti gli archivi di Stato d’Italia, le potenzialità, per ricerche storiche e non, del patrimonio documentario in essi custodito.

- 1999, Cagliari. Mostra internazionale La Corona d’Aragona: un patrimonio comune per l’Italia e la Spagna (XIV-XIV sec.)[14].

## Nel Soroptimist
Socia del Soroptimist Club di Cagliari dal 1974, contribuisce alla vita del club con conferenze di grande richiamo, grazie alla sua capacità di coniugare il rigore della trattazione alla piacevolezza dell’esposizione. Nonostante la malattia che la costringe a casa negli ultimi anni della sua vita, non lascerà mai il club, e continuerà a sostenerlo con entusiasmo.

## Onorificenze
- 1981. Commenda dell’Ordine al merito della Repubblica[15]

- 1999. Medaglia d’argento ai Benemeriti della Scuola, della Cultura e dell’Arte[16].

## Riconoscimenti
- 2005. La Deputazione di Storia Patria della Sardegna le dedica il volume Studi sulle istituzioni giudiziarie e amministrative nei secoli XIV e XV, che riunisce i suoi studi più importanti.

- 2019. L'ANAI la nomina socia onoraria come riconoscimento per la sua lunga carriera e punto di riferimento per le nuove generazioni di archivisti[3].

## Scritti
1. In tema di consultabilità degli atti amministrativi. Appunti per una esegesi degli artt. 21 e 22 del D.P.R.30.9.1963 n.1409, in Rassegna degli Archivi di Stato, 1970,  pp. 9-57..
2. Il primo Liber curiae della Procurazione reale di Sardegna (1413-1425), Roma, Istituto Grafico Tiberino, 1974.
3. Saggio di Fonti dell’Archivo de la Corona de Aragòn di Barcellona relative alla Sardegna aragonese (1323-1479). I. Gli anni 1323-1396, Roma 1975, p.186 (Pubblicazioni degli Archivi di stato – Fonti e Sussidi, VIII)
4. Archivio di stato di Cagliari, in “Guida Generale degli Archivi di Stato italiani”, I , (A-E), Roma 1981, pp.731-766.
5. La politica archivistica di Alfonso IV di Aragona (in XI Congresso di storia della Corona d’Aragona, Palermo-Trapani 1982, in Atti, Vol. III, pp.461-479).
6. Cagliari crogiolo etnico: la componente mora, in “Medioevo. Saggi e rassegne”. 7, 1982, pp.159-172.
7. Lo stato delle fonti documentarie e i problemi connessi alla loro ricerca ed edizione, in Istituzioni rappresentative nella Sardegna medievale e moderna (Acta Curiarum Regni Sardiniae, 1) f, Cagliari, 1986, pp.197-209.
8. La donna cagliaritana tra ‘400 e ‘600, in La famiglia e la vita quotidiana in Europa dal ‘400 al ‘600. Fonti e problemi, Roma, 1986, pp.251-276 (Ministero per i beni culturali e ambientali. Pubblicazioni degli Archivi di Stato Saggi, 4).
9. Criteri per la redazione dei regesti, in Istituzioni rappresentative della Sardegna medievale e moderna (Acta Curiarum Regni Sardiniae, 1), Sassari, 1989 pp.431-441)
10. L’organizzazione del lavoro a Cagliari tra ‘400 e ‘500: la confraternita dei falegnami, in Sardegna, Mediterraneo e Atlantico tra Medioevo ed età moderna. Studi storici in memoria di Alberto Boscolo, a cura di L. D’Arienzo, I, La Sardegna, Roma, 1993, Vol. I, pp.429-449.
11. Lavoro e associazionismo in Sardegna tra XV e XVI secolo. La formazione della confraternita dei falegnami, in Corporazioni, Gremi e Artigianato tra Sardegna, Spagna e Italia nel medioevo e nell’età nell’età moderna (XIV-XIX secolo), a cura di A. Mattone, Cagliari, 2000 pp. 218-240.